# 塔昂
塔昂（法語：Thaon，法語發音：[tɑ̃]）是法国卡尔瓦多斯省的一个市镇，属于卡昂区。

## 地理
塔昂（49°15'29"N, 0°27'21"W）面积8.3 平方千米，位于法国诺曼底大区卡爾瓦多斯省，该省份为法国西北部沿海省份，北濒大西洋英吉利海峡，东北与滨海塞纳省以海上边界相接，东临厄尔省，南至奧恩省，西与芒什省接壤。
与塔昂接壤的市镇（或旧市镇、城区）包括：阿尼西、巴利、凯龙、方丹亨利、勒弗雷讷卡米伊、科隆比-昂盖尔尼、罗镇。

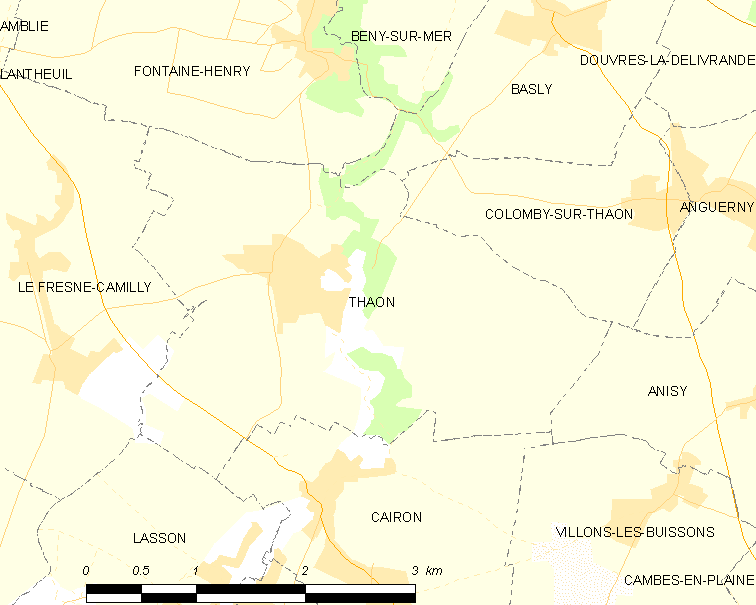
塔昂的OSM定位图

塔昂的时区为UTC+01:00、UTC+02:00（夏令时）。

## 行政
塔昂的邮政编码为14610，INSEE市镇编码为14685。

## 政治
塔昂所属的省级选区为蒂和米县。

## 人口

1962-2008年间塔昂人口变化图示

塔昂于2022年1月1日时的人口数量为1851人。